# Discographie d'Owl City
Voici la discographie d'Owl City, projet créé par Adam Young.
Le 8 septembre 2007, il sort son premier EP, Of June. Aucun single n'a été tiré de celui-ci, mais il fut quand même classé dans le Billboard américain.
Le 17 mars 2008, Owl City sort un premier album Maybe I'm Dreaming qui atteignit la 13e place du Top Electronic Album.
C'est en 2009 qu'Owl City rencontre enfin le succès avec le single Fireflies qui atteignit la 1re place du Billboard américain et qui lança réellement le second album, Ocean Eyes, sorti le 14 juillet 2009 ainsi que le second single Vanilla Twilight.

## Albums

### Albums studio
| 2008                                  | Maybe I'm Dreaming - Label: auto-produit | — | 13 | — | —  | — | —  | —  | —  | —  |                        |
| 2009                                  | Ocean Eyes - Label: Universal Republic | 8 | 1  | 1 | 20 | 7 | 16 | 14 | 65 | 16 | - US certification: Or |
| 2011                                  | All Things Bright and Beautiful - Formats: CD, téléchargement de musique                                                                              |   |    |   |    |   |    |    |    |    |                        |
| 2012                                  | The Midsummer Station - Quatrième album studio - Date de sortie : 21 août 2012 - Label : Universal Republic - Formats : CD, téléchargement de musique |   |    |   |    |   |    |    |    |    |                        |
| 2015                                  | Mobile Orchestra - Cinquième album studio - Date de sortie : 10 juillet 2015 - Label : Universal Republic - Formats : CD, téléchargement de musique   |   |    |   |    |   |    |    |    |    |                        |
| 2018                                  | Cinematic - Sixième album studio - Date de sortie : 1er juin 2018 - Label : Universal Republic - Formats : CD, téléchargement de musique              |   |    |   |    |   |    |    |    |    |                        |
| 2023                                  | Coco Moon - Septième album studio - Date de sortie : 24 mars 2023 - Label : Universal Republic - Formats : CD, téléchargement de musique              |   |    |   |    |   |    |    |    |    |                        |
| "—" Sortie non entrée dans les charts | |   |    |   |    |   |    |    |    |    |                        |

### EPs
| Année | Détails de l'Album                                                         | Meilleure position dans les Charts |
| Année | Détails de l'Album                                                         | US Elec                            |
| ----- | -------------------------------------------------------------------------- | ---------------------------------- |
| 2007  | Of June - Label: auto-produit                                              | 15                                 |
| 2014  | Ultraviolet - Second EP - Date de sortie : 27 Juin 2014 - Label : Republic | 30                                 |

## Singles
| 2009                                  | Fireflies        | 1  | 2  | 12 | 2  | 2  | 1  | 1 | 17 | 1  | 1 | 3 | 3 | - UK: Silver | Ocean Eyes                      |
| 2010                                  | Vanilla Twilight | 72 | 36 | —  | 74 | 36 | 44 | — | —  | 94 | — | — | — |              | Ocean Eyes                      |
| 2011                                  | Alligator Sky    |    |    |    |    |    |    |   |    |    |   |   |   |              | All Things Bright and Beautiful |
| "—" Sortie non entrée dans les charts |                  |    |    |    |    |    |    |   |    |    |   |   |   |              | All Things Bright and Beautiful |

### Singles promotionnels
| Année | Détails                       |
| ----- | ----------------------------- |
| 2008  | Dear Vienna                   |
| 2008  | Christmas Song                |
| 2009  | Strawberry Avalanche          |
| 2009  | Hot Air Balloon               |
| 2010  | To the Sky, Peppermint Winter |
| 2011  | Galaxies                      |

## Clips musicaux
- Early Birdie (2008)
- Fireflies (2009)
- Vanilla Twilight (2010)
- Umbrella Beach (2010)
- To the Sky (2010)
- Alligator Sky (2011)
- Deer in the Headlights (2011)
- Good Time (2012)
- Shooting Star (2012)
- When Can I See You Again? (2012)
- Shine Your Way (2013)
- Metropolis (2013)
- Beautiful Times avec Lindsey Stirling (2014)
- Wolf Bite (visualizer) (2014)
- Up All Night (visualizer) (2014)
- This Isn't The End (visualizer) (2014)

## Source
- (en) Cet article est partiellement ou en totalité issu de l’article de Wikipédia en anglais intitulé « Owl City discography » (voir la liste des auteurs).